# Gemischte Studentenverbindung

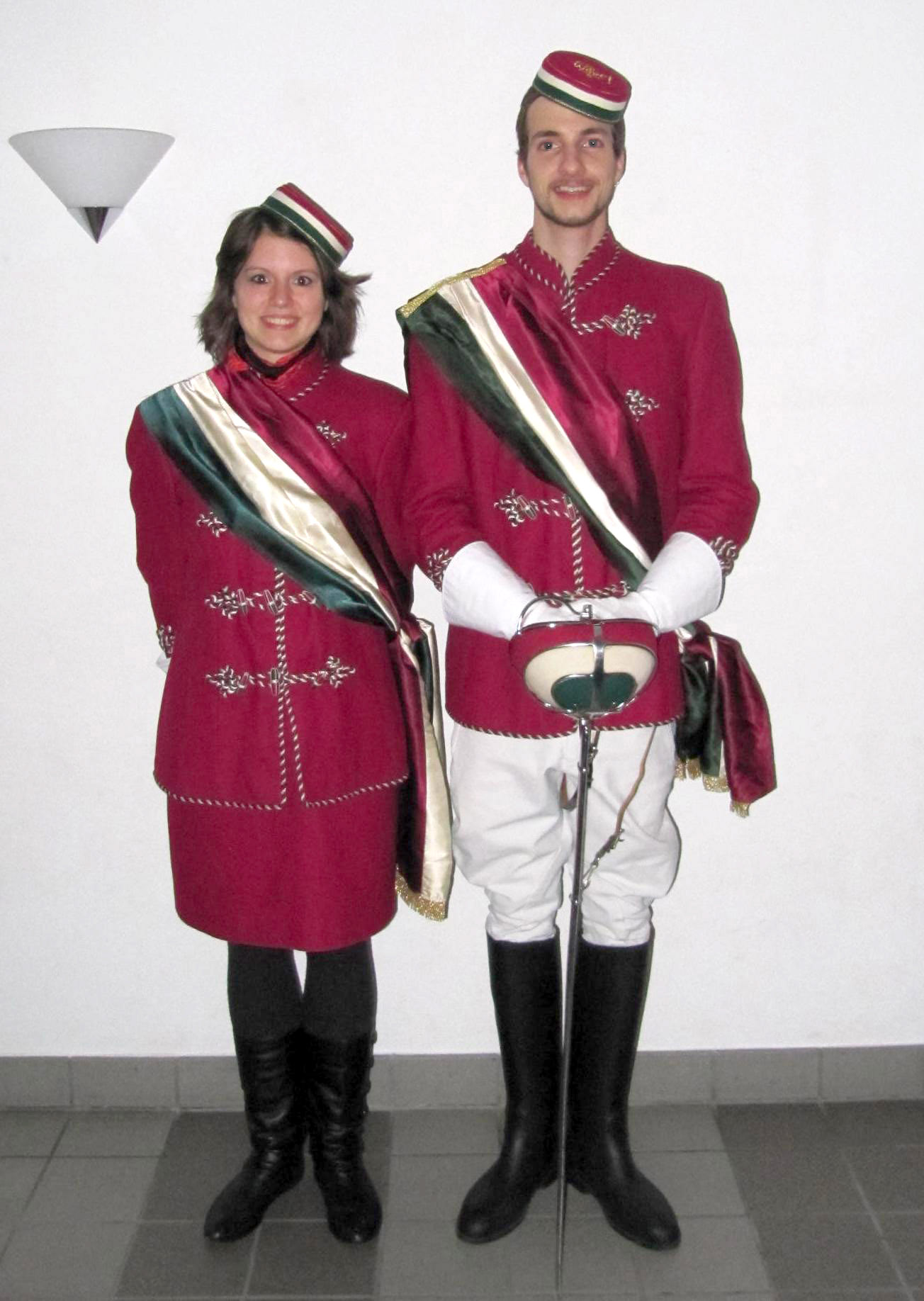
Chargierte der AV Welfen Zürich

Gemischte Studentenverbindung (oder kurz Gemischte Verbindung) ist ein Oberbegriff für solche Studentenverbindungen, die im Gegensatz zu Damenverbindungen und den traditionell rein männlichen Verbindungen sowohl Männer als auch Frauen aufnehmen.
Gemischte Verbindungen stellen unter den Studentenverbindungen im deutschsprachigen Raum eine Minderheit dar. Die ersten gemischten Verbindungen entstanden Ende der 1960er Jahre durch Aufnahme von Frauen in zuvor rein männliche Studentenverbindungen. Eine Gemeinsamkeit aller gemischten Verbindungen ist, dass sie, wie auch die Damenverbindungen, in der Regel keine Mensuren fechten.

## Verbreitung

### Deutschland
Derzeit gibt es in Deutschland über 140 aktive gemischte Verbindungen.
Die mittelgroßen Korporationsverbände Schwarzburgbund (SB), Akademischer Turnbund (ATB) und Sondershäuser Verband (SV), die kleineren Dachverbände Convent der Nautischen Kameradschaften (CNK), Deutscher Wissenschafter-Verband (DWV), Deutsche Gildenschaft (DG), Akademischer Ruderbund (ARB), Verband der Akademischen Seglervereine (VASV) und Miltenberg-Wernigeroder Ring (MWR) sowie einige regionale Kartelle wie der Binger Altherrenconvent (BAHC), der Farbenring Höxter, der Kartellverband Holzminden (KVH), der Passauer Seniorenconvent (PSC), der Ring Technischer Verbindungen (RTV) und der Rotenberger Vertreter-Convent (RVC) haben gemischte Verbindungen in ihren Reihen. Zahlreiche gemischte Verbindungen gehören keinem Verband an.
In faktisch allen nichtschlagenden (männlichen) Dachverbänden kamen und kommen in unregelmäßigen Abständen Diskussionen auf, da einzelne Mitgliedsverbindungen Frauen aufnehmen wollen. Bei den oben genannten Verbänden wurde diese Entscheidung den einzelnen Verbindungen freigestellt, so dass es heute sowohl getrennt- als auch gemischtgeschlechtliche Bünde gibt. In anderen Fällen verzichteten teilweise die beantragenden Verbindungen aus Rücksicht auf den Dachverband auf die Aufnahme von Frauen, teilweise kam es zu Austritten bzw. Ausschlüssen von Mitgliedsbünden, die trotz anderslautender Dachverbandsbeschlüsse Frauen aufnahmen.

### Schweiz

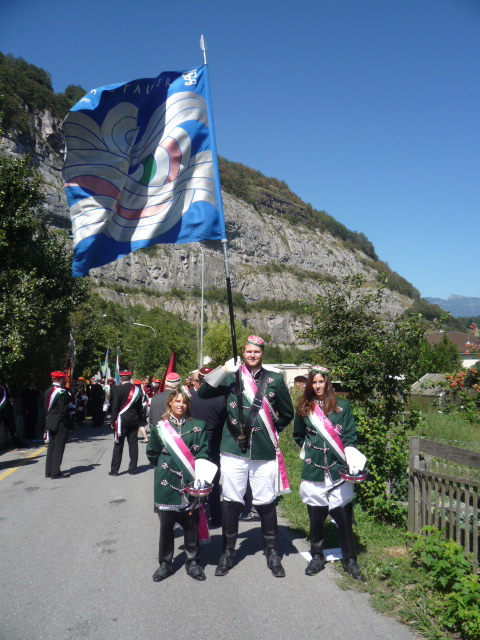
Gemischte Chargierdelegation der AV Staufer im Schw. StV

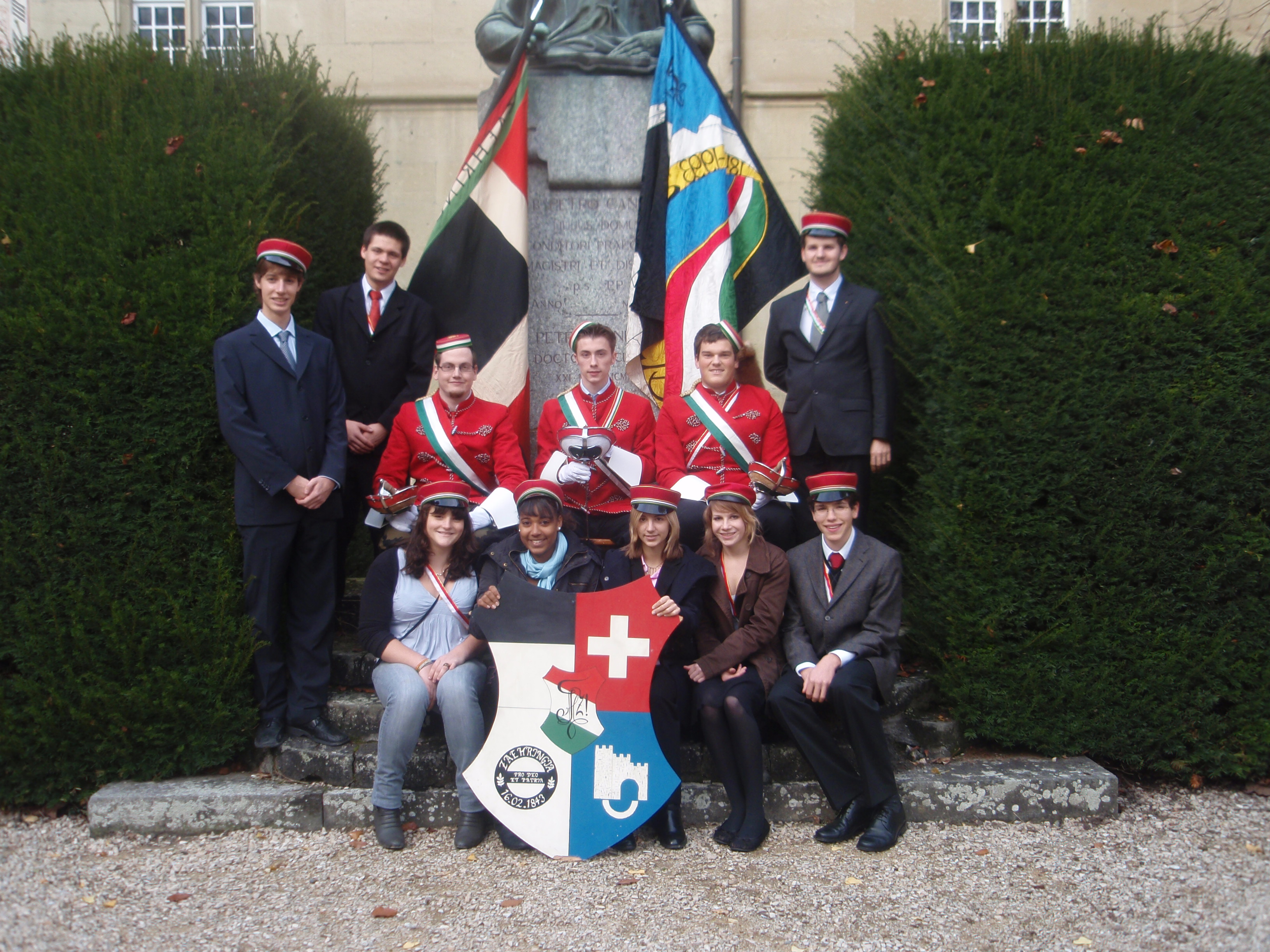
Gruppenfoto der gemischten Schülerverbindung GV Zähringia im Schw. StV

In der Schweiz gibt es relativ viele gemischte Verbindungen, besonders im Schweizerischen Studentenverein (Schw. StV) und im Falkensteinerbund.
Seit 1968 können Mädchen und Frauen in den Schw. StV aufgenommen werden. Im Dezember 1968 wurde das erste weibliche Mitglied mit allen Rechten und Pflichten in die AV Orion aufgenommen. Gemäß Zentralstatuten stellt es der Schw. StV seinen Mitgliedsverbindungen frei, zu entscheiden, ob sie sich für Mitglieder beiderlei Geschlechts öffnen wollen oder nicht. Derzeit nehmen rund zwei Drittel der StV-Verbindungen und zwei der vier Verbindungen des Falkensteinerbundes sowohl Männer als auch Frauen auf.
Im Akademischen Jahr 2007/2008 stand die erste Frau, Judith Scherzinger v/o Saphir, als CP dem Schweizerischen Studentenverein vor. Sie ist Mitglied der AV Staufer.

### Österreich
In Österreich sind gemischte Verbindungen die Ausnahme und kaum in Verbandsstrukturen integriert.
Innerhalb des ÖCV kam es in den 1990er Jahren zu heftigen Debatten, nachdem die beiden ältesten Verbindungen Austria Innsbruck und Norica Wien 1978 bzw. 1986 mit der Aufnahme von Frauen begonnen hatten. Einige andere Verbindungen folgten, die Versuche wurden aber mit Ausnahme von Norica Wien, die bis heute mit der Damenverbindung Norica Nova ein gemeinsames Programm anbietet, aufgrund von Problemen und mangels Erfolg wieder eingestellt. Der Stolz auf die Eingeschlechtigkeit und das Verständnis, dass die Verbindungen männliche Rückzugsorte sind, sind im Verband noch weit verbreitet und führen zur Ablehnung von gemischten Studentenverbindungen, die nach gemeinem Verständnis nicht zur österreichischen Lesart des Couleurstudententums passen und umgangssprachlich unter Mitgliedern des ÖCV auch als Frittenbünde bezeichnet werden. 
1991 entschloss sich die KMV Clunia Feldkirch, die Mitglieder des zuvor gegründeten Damenzirkels als gleichberechtigte Mitglieder aufzunehmen. 1992 zog die KMV Siegberg in Dornbirn nach. Beide Verbindungen waren bis zu diesem Zeitpunkt Mitglied im Mittelschüler-Kartell-Verband (MKV) und mussten daher den Verband verlassen. Gemeinsam mit den verbliebenen vier Vorarlberger MKV-Verbindungen gründeten sie den Vorarlberger MittelschülerCartellverband (VMCV), der in Personalunion mit dem Vorarlberger Landesverband des MKV geführt wird. Diesem gehören neben vier rein männlichen Bünden eine rein weibliche und zwei gemischte Verbindungen an.
Auf Hochschulebene wurde 1984 die AV Claudiana in Innsbruck als erste tatsächliche gemischte österreichische Hochschulverbindung gegründet. 1997 folgte die KÖHV Universitas in Wien, 2003 entstand mit der KAV Merkenstein Wien eine weitere gemischte akademische Verbindung. Alle drei sind in der Kurie der freien Vereinigungen im Europäischen Kartellverband (EKV) organisiert.
Die 1860 in Innsbruck gegründete AV Helvetia Oenipontana (SchwStV), als älteste nicht-schlagende Verbindung in Österreich, ist gemischt.
Eine Umfrage innerhalb des ÖCV erbrachte 1999/2000 eine Mehrheit von fast 62 % seitens der Alten Herren für die Frauenaufnahme, während die Aktivitas diese mit 50,7 % knapp ablehnte. Allerdings hatten nicht alle Verbindungen an dieser Umfrage teilgenommen. Überdies lehnten die Mitglieder der Vereinigung christlicher Studentinnenverbindungen Österreichs (VCS) von sich aus damals die Mitgliedschaft im ÖCV ab und wollen laut offizieller Verbandsmitteilungen getrennt bleiben.

### Außerhalb des deutschen Sprachraums
Im flämischen Teil Belgiens sind die Ortsverbände des Dachverbands Katholiek Vlaams Hoogstudentenverbond (KVHV) teilweise und die der Nationalistische Studentenvereniging in Gänze gemischt. Außerdem gibt es in französischsprachigen Teil Belgiens gemischte Verbindungen.
Vor allem über den Europäischen Kartellverband (EKV) ist es in den letzten Jahren zu Neugründungen von Verbindungen im ehemaligen Ostblock gekommen. Diese wurden meist von Anfang an als gemischtgeschlechtliche Bünde konzipiert, folgen aber auch nicht immer dem deutschen Comment, sondern eigenen Traditionen: In Tschechien entstand im Jahr 2000 in Prag mit der KStV Pragensis die erste gemischte Verbindung, die Mitglied der „Kurie der freien Vereinigungen“ des EKV ist. In der Ukraine sind drei der vier Sektionen der Gemeinschaft ukrainisch katholischer Studenten Obnowa (GUKS Obnowa), in Ternopil, Lemberg und Czernowitz gemischt. Die vierte Sektion besteht am Priesterseminar in Czernowitz. Die GUKS Obnowa ist ebenfalls Mitglied der EKV-„Kurie“. In Litauen wurde auf Initiative des KV mit der Korporation „Tautito“ in Kaunas eine gemischte Studentenverbindung gegründet, die mittlerweile auch Mitglied in der Kurie freier Vereinigungen ist.
Auch Mitglied in der Kurie des EKVs ist die gemischte Strassburger EStV Robert Schuman Argentorata.
Auch unter den nordamerikanischen Fraternities und Sororities gibt es einige wenige, die beiden Geschlechtern offenstehen.

## Mensur
Die meisten gemischten Schüler- und Studentenverbindungen sind nichtschlagend. Einzelne stellen ihren Mitgliedern jedoch das Schlagen einer Mensur frei, so beispielsweise in den beiden freischlagenden Verbindungen: Burschenschaft Technischer Club zu Nürnberg und Technisch Wissenschaftliche Verbindung Markomannia zu Bingen.